# Menhir de Quélarn
Le menhir de Quélarn est un menhir classé monument historique et situé à Treffiagat, commune bretonne du département du Finistère, en France.

## Localisation
Le menhir de Quélarn est dressé sur le territoire de la commune de Treffiagat, dans le Sud Finistère, en Bretagne, à la limite avec la commune voisine de Plobannalec-Lesconil, au bord Ouest d'une forêt, près d'un ruisseau. Il tire son nom du lieu-dit voisin Quélarn, situé dans la ville de Plobannalec-Lesconil, ce qui peut parfois entraîner des confusions entre différents mégalithes. En effet, la route de Quélarn borde, à quelque trois cents mètres au Sud de ce menhir, un ensemble mégalithique constitué d'un cairn avec un des dolmens encore debout, et, à proximité immédiate, un autre petit menhir. Il faut bien différencier le menhir de Quélarn proprement dit, isolé et à trois cents mètres plus au nord, sur Treffiagat, et ce menhir des vestiges du cairn de Quélarn, situé en Plobannalec-Lesconil.
Le menhir de Quélarn est situé en limite de forêt, près d'un ruisseau - donc en zone humide -, quasiment collé à un talus qui fait office de frontière entre les communes de Treffiagat et de Plobannalec, et au pied d'un arbre. Par sa situation géographique, ce menhir est également difficile d'accès car assez isolé des lieux de passage de chemins de randonnées, et reste peu visible en raison de sa hauteur relativement modeste et de la végétation qui l'entoure selon la saison. Il n'est pas forcément indiqué sur toutes les cartes IGN, et les habitations construites à son Nord, sur la commune de Plobannalec, peuvent aussi le cacher, en fonction bien sûr de l'endroit où se positionne le promeneur. Enfin, peu d'ouvrages sur les mégalithes en parlent, et il ne semble pas avoir fait l'objet d'études particulières.

## Caractéristiques
Le menhir est constitué en granite, il mesure deux mètres avec plusieurs failles visibles, donnant l'impression de voir des pierres totalement différentes, et apparaît incliné, en fonction du point de vue. Il est inclus dans le bas d'un talus qui fait office de frontière entre Treffiagat et Plobannalec.

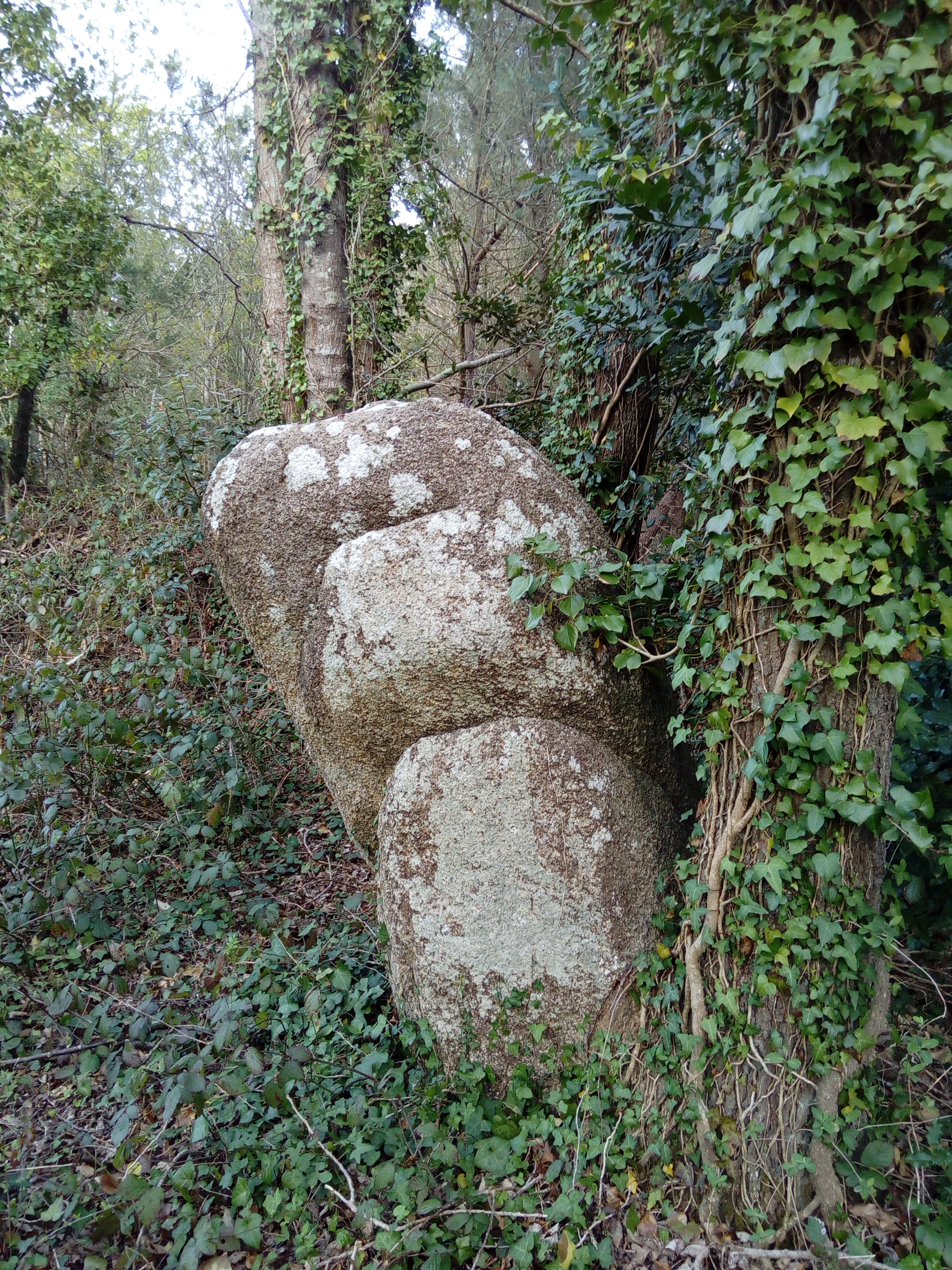
Menhir de Quélarn, vue d'un côté
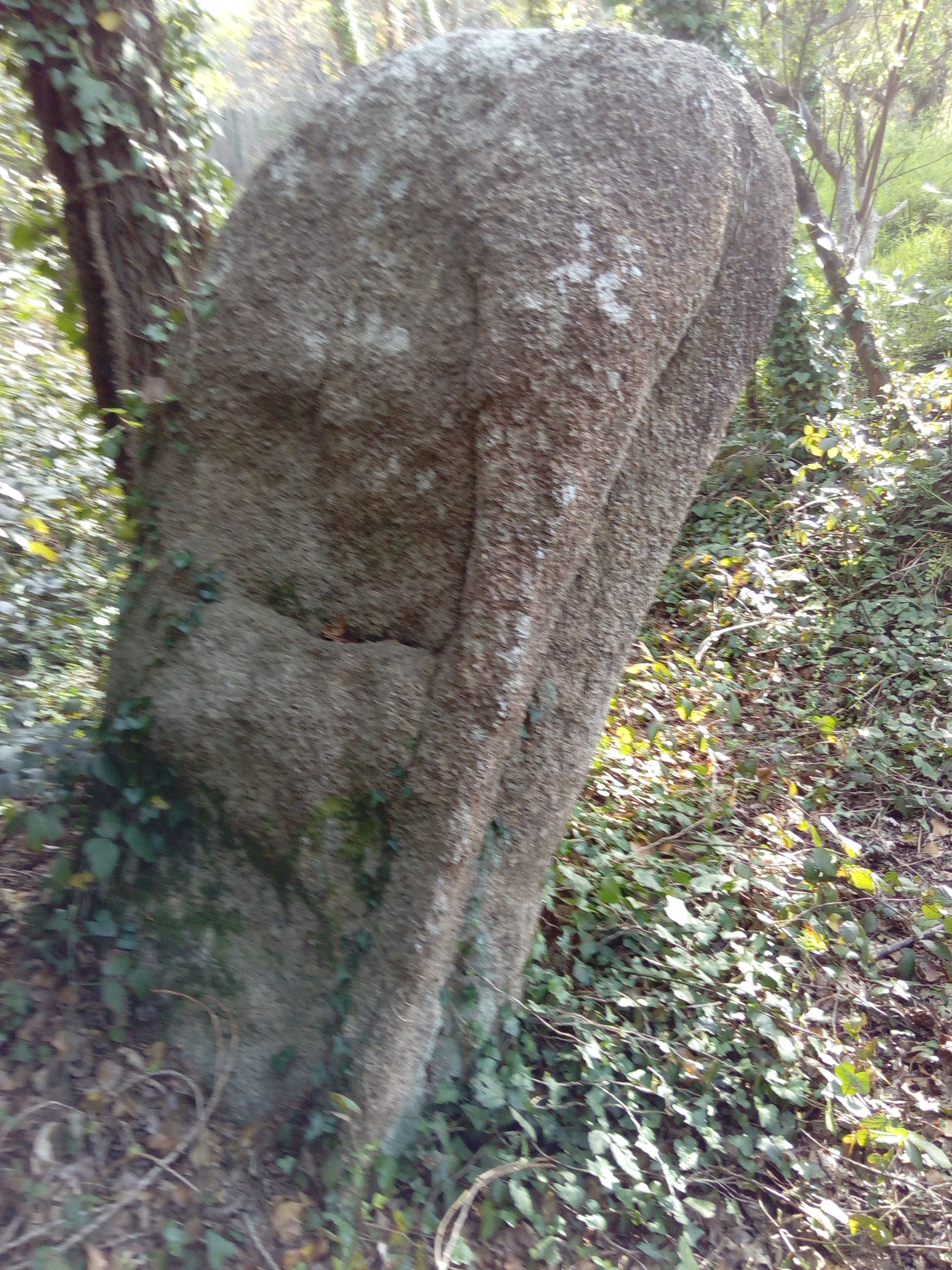
Menhir de Quélarn, vue depuis le talus
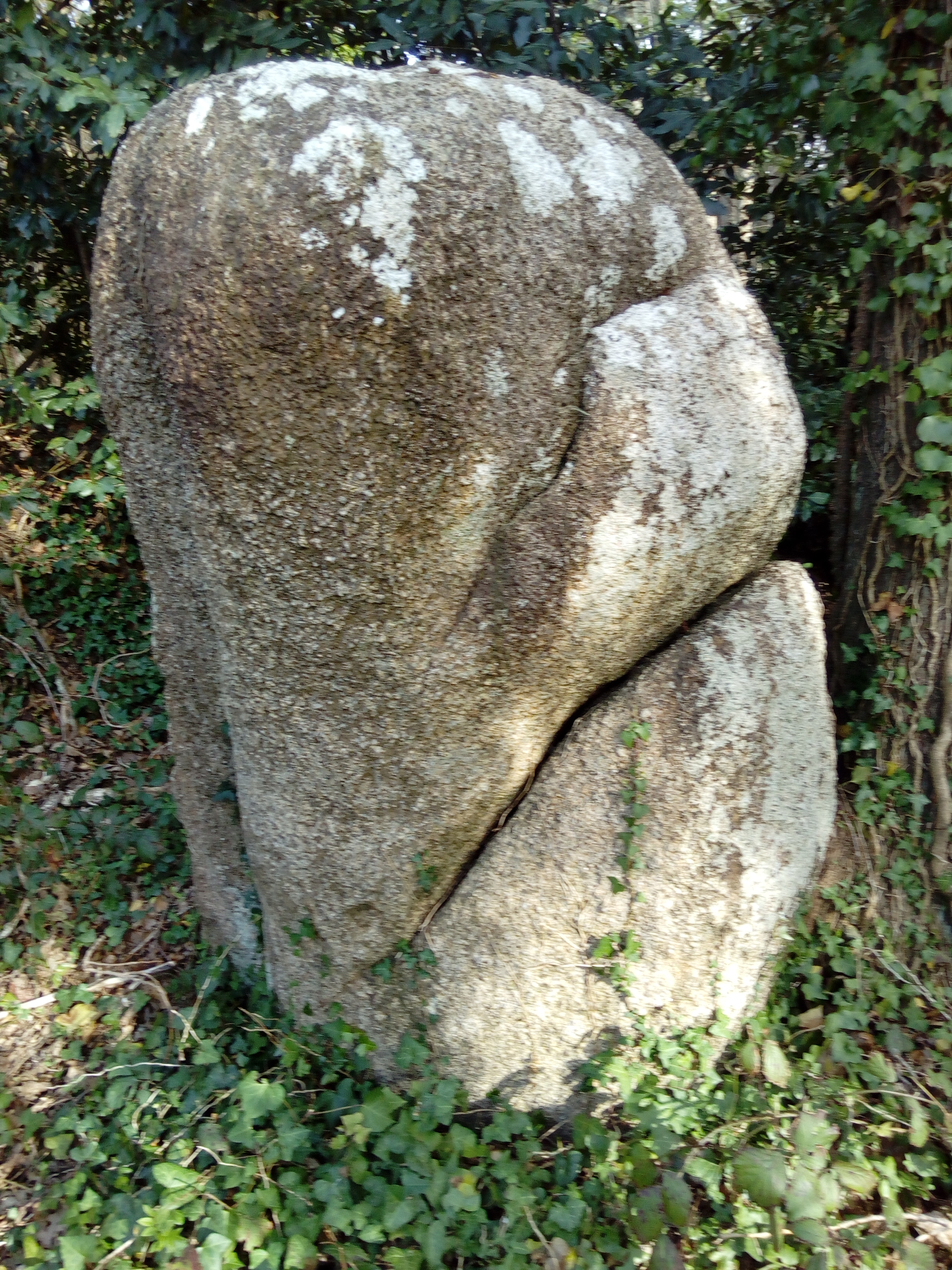
Menhir de Quélarn, vue d'un autre côté
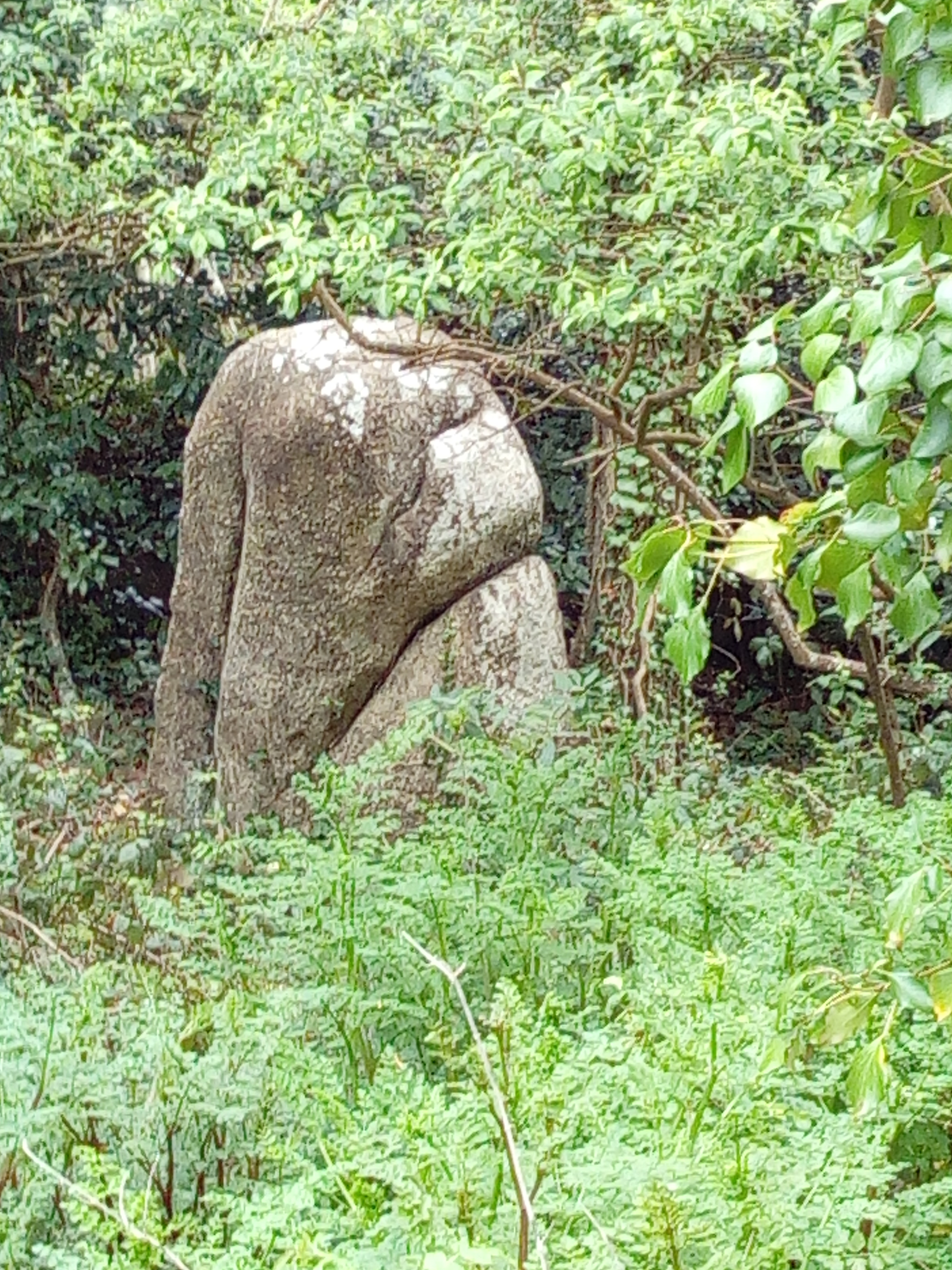
Menhir de Quélarn dans son environnement au printemps
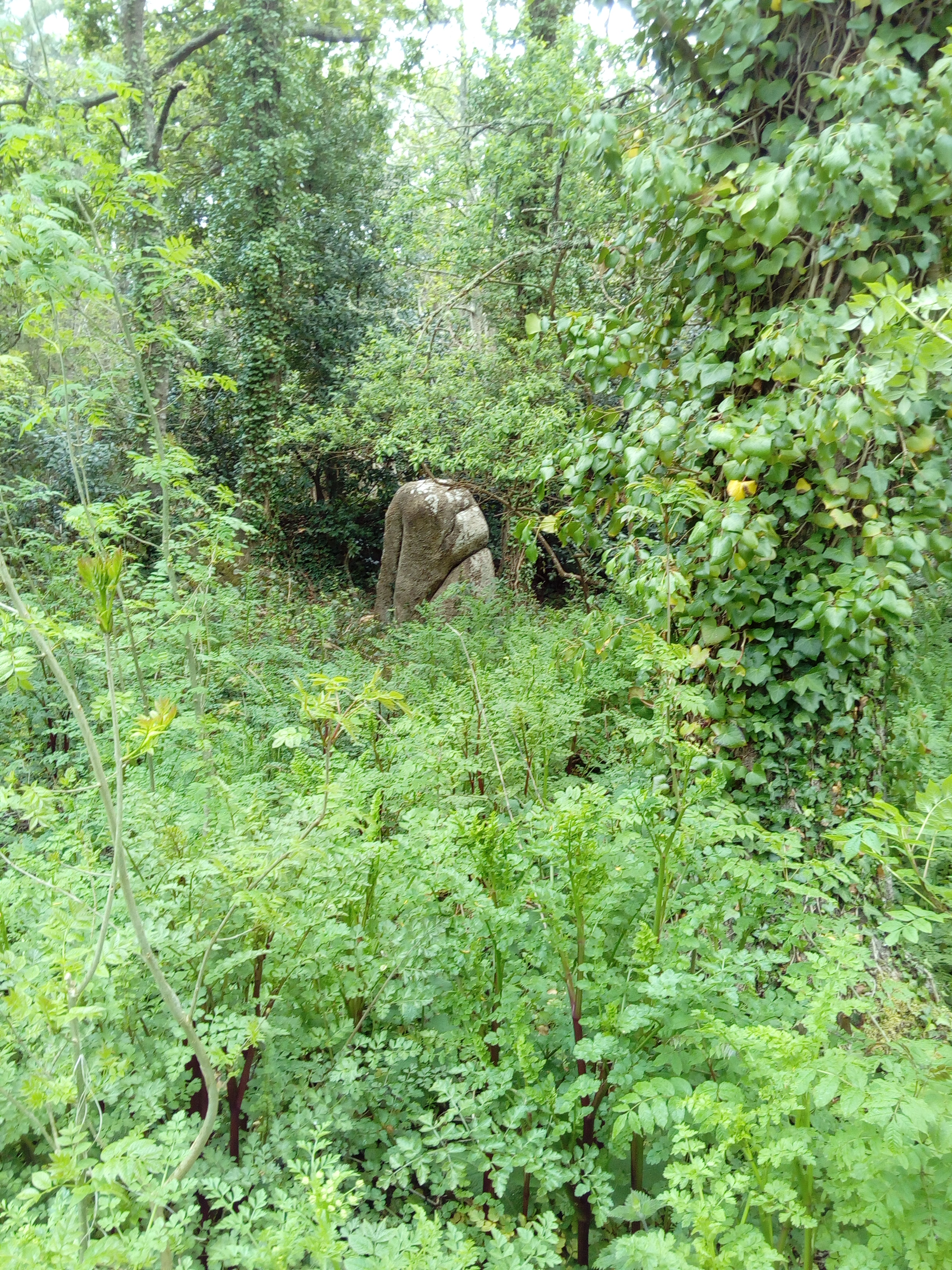
Menhir de Quélarn, vue lointaine

## Historique
Ce menhir date du Néolithique.
Il est classé au titre de monument historique le 6 mars 1923, avec une bande de terrain de deux mètres de largeur autour, le même jour que le menhir de Lehan sur le littoral de la même commune ou que les trois menhirs de Kerfland en Plomeur, distants d'environ 1,8 km à vol d'oiseau du menhir de Quélarn, en direction du Nord Ouest. Le premier des trois menhirs de Kerfland présente d'ailleurs également en commun avec le menhir de Quélarn un positionnement au pied d'un talus qui délimite le nord d'une parcelle.
Pierre-Roland Giot, parlant des menhir du Pays bigouden, indique : « Sur les pierres levées, on sait moins de choses précises [que sur les sépultures néolithiques et les dolmens] ». Pour Pierre-Jean Berrou, ce menhir annonce l'ensemble mégalithique de Quélarn, situé trois cents mètres au Sud, et faisait donc office autrefois de « menhir indicateur de lieu sacré ». Il indique aussi, en parlant des menhirs du Cap-Caval en général : « le plus souvent on les trouve isolés [...], au creux d'un vallon, indicateurs de source ». Celui de Quélarn, comme celui du Reun sur la même commune, pourrait donc avoir joué ce double rôle d'indicateur sourcier et de sépulture néolithique, puisque qu'un ruisseau naît a ses pieds, environ à deux mètres vers l'Ouest.

## Étymologie
« Nous avons d'abord voulu savoir ce que voulait dire le lieu de Kéléern, et nous n'y avons trouvé qu'une signification sans intérêt : ker-leern, le lieu des renards ; à moins qu'on ne veuille voir dans le mot leern un dérivé ou une corruption du mot lenn, ou leen, leçon, lecture. Quant aux champs où sont placés ces différentes constructions monumentales, rien d'indicatif : — goarem-nevez, — goarem foënec, etc., etc. »

— Armand Duchatellier, 1851.

## Galerie

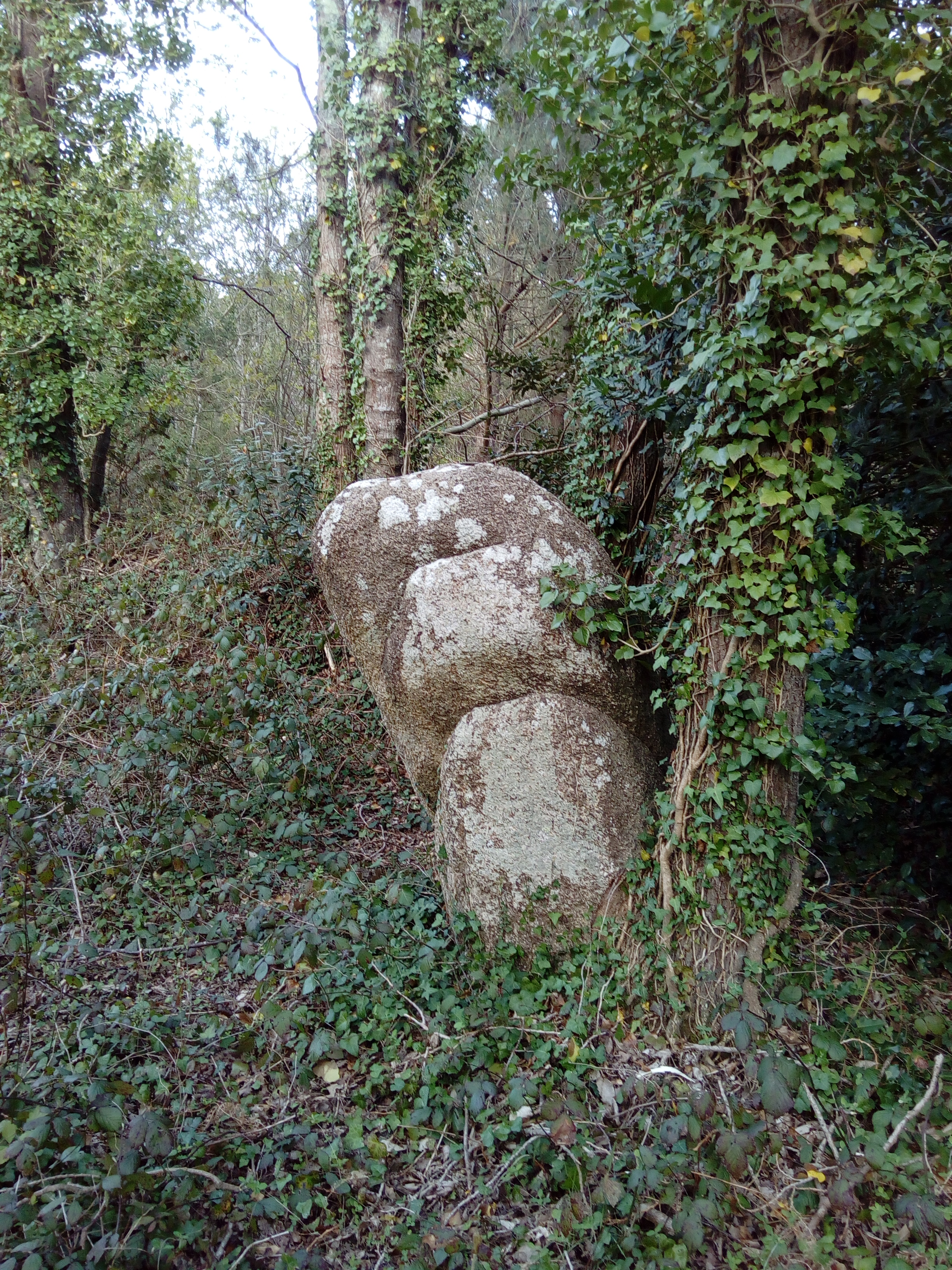
Menhir de Quélarn, vue lointaine
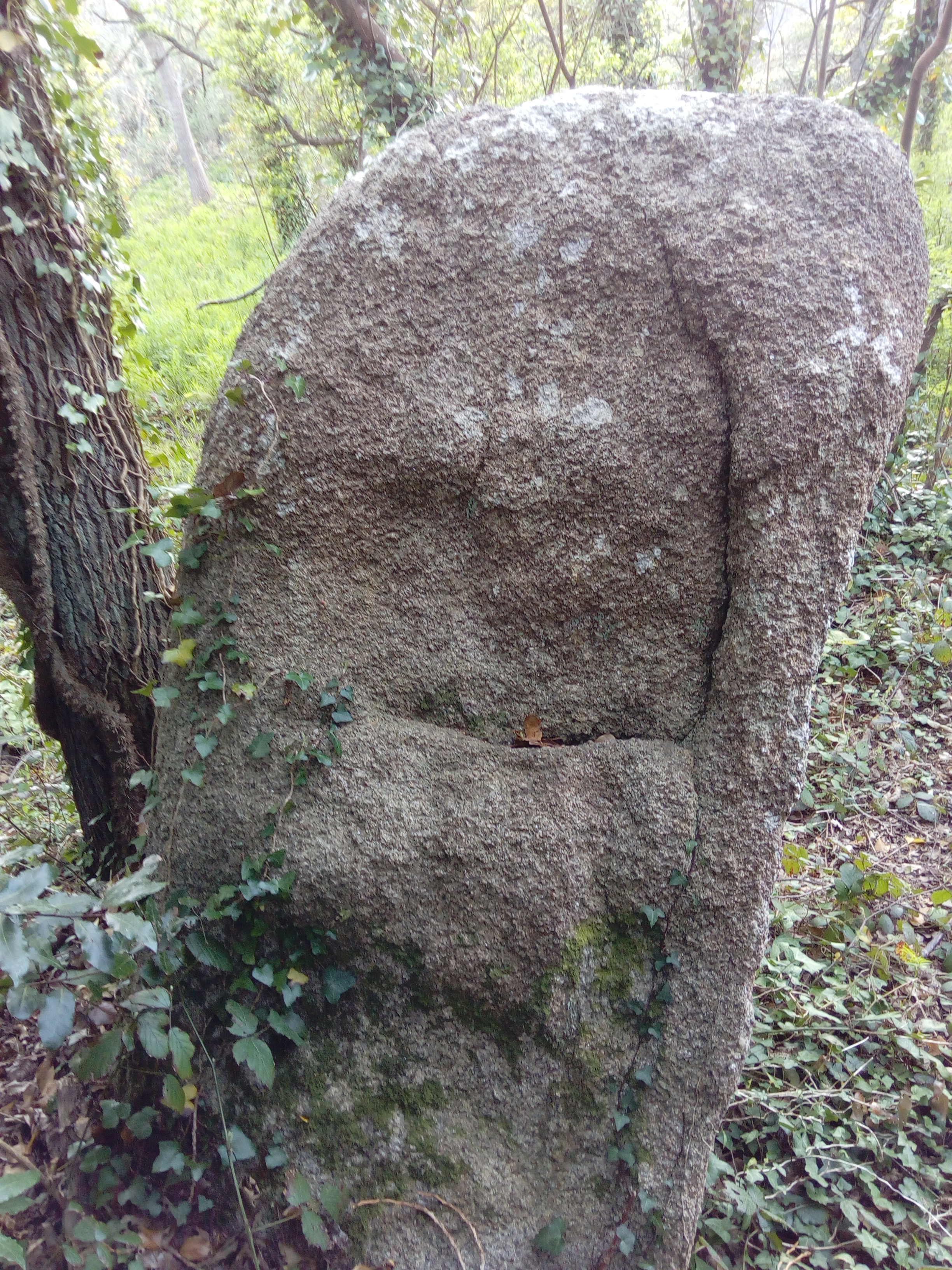
Menhir de Quélarn, vue rapprochée depuis le talus, avec l'arbre près de lui
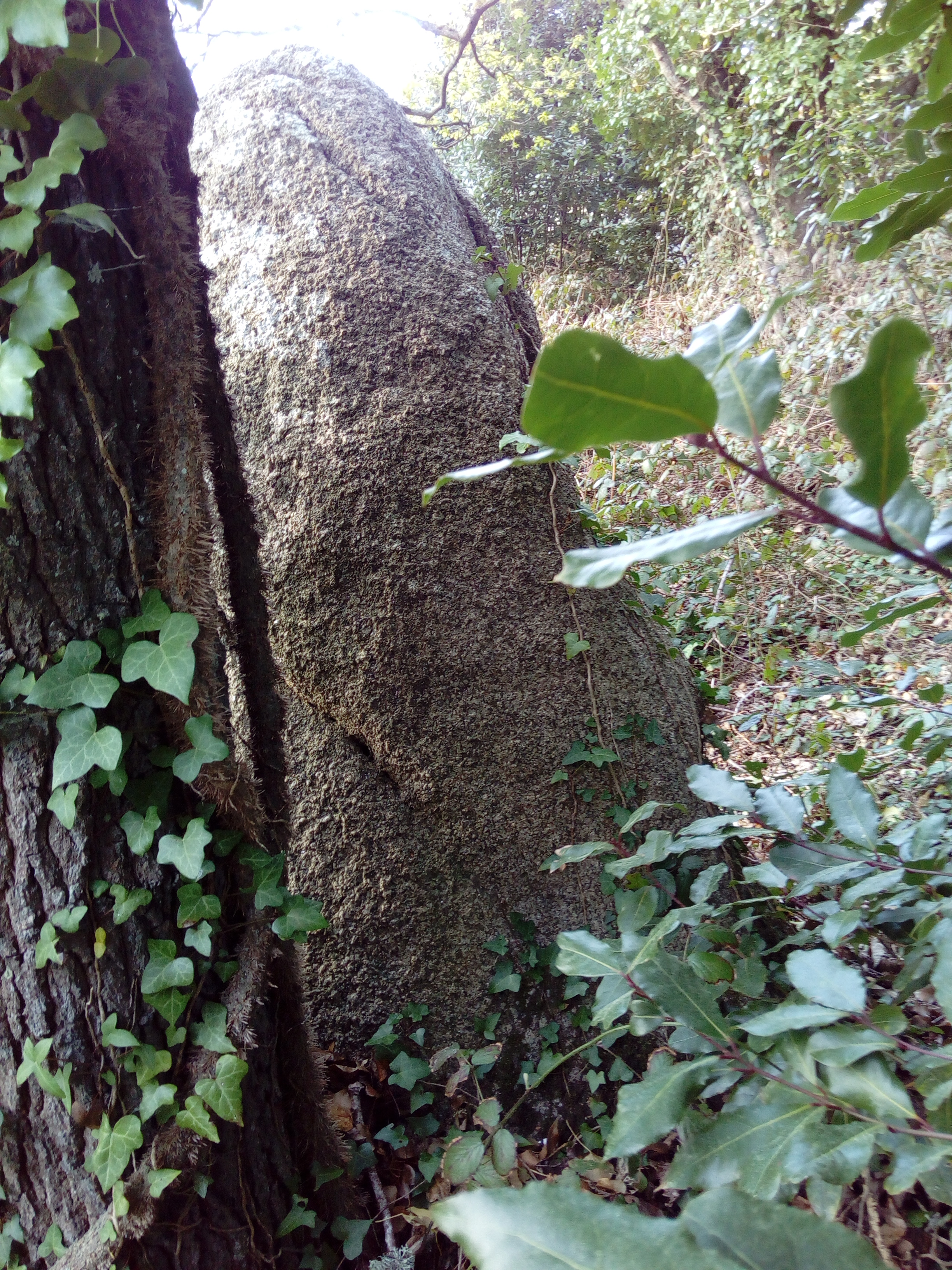
Menhir de Quélarn, vue de derrière l'arbre à son pied
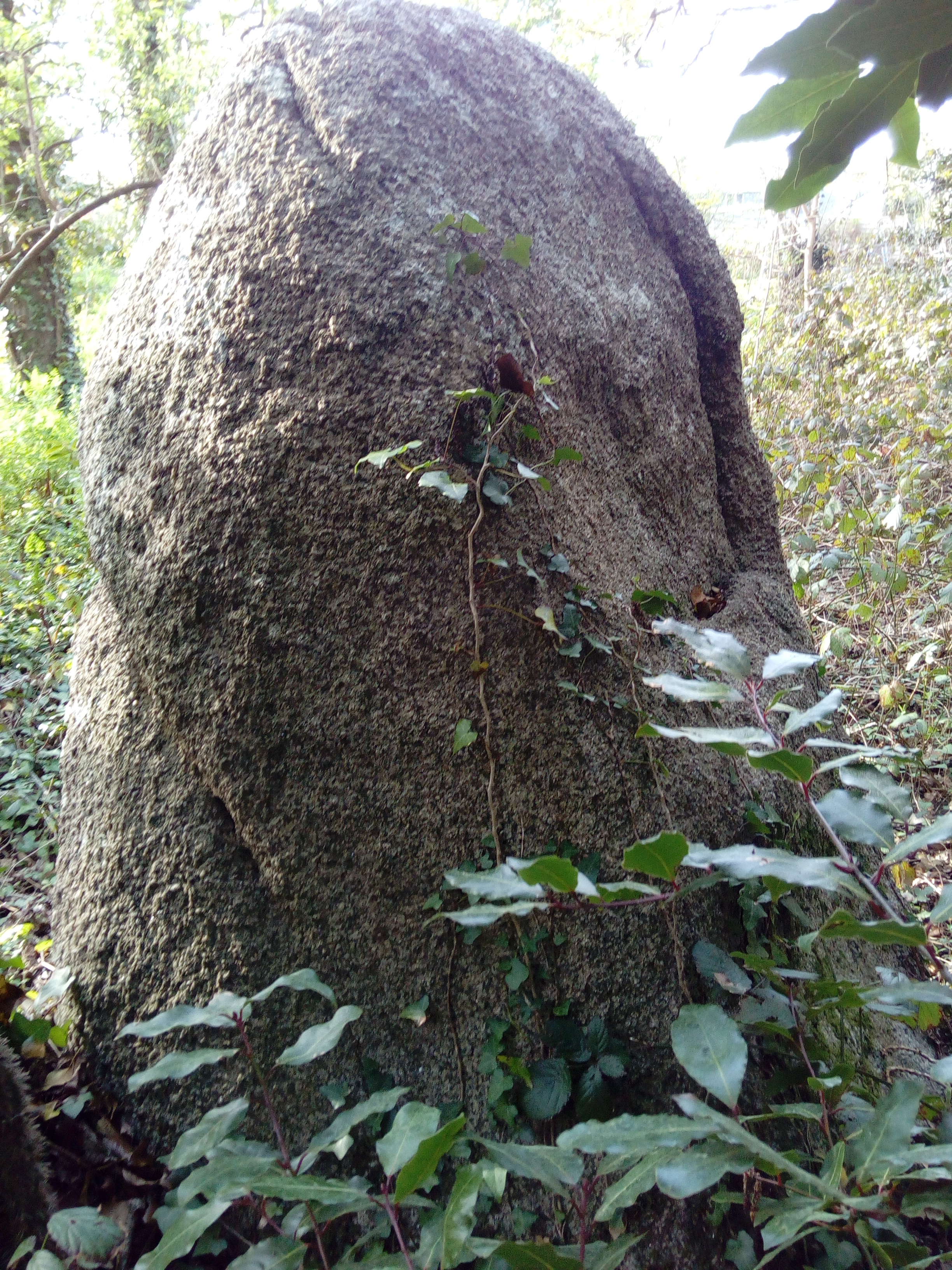
Menhir de Quélarn, vue de derrière l'arbre, détail
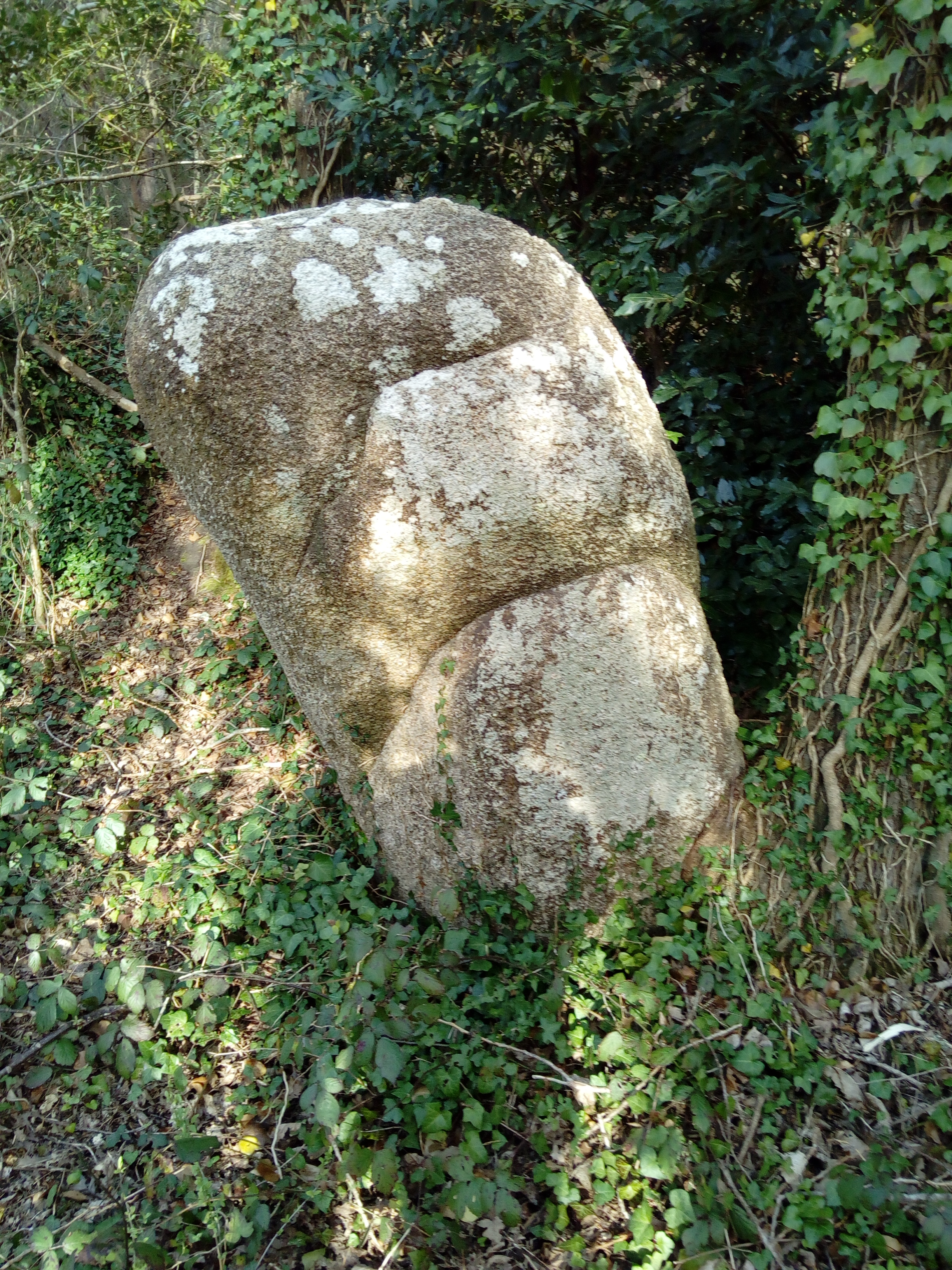
Menhir de Quélarn, autre vue
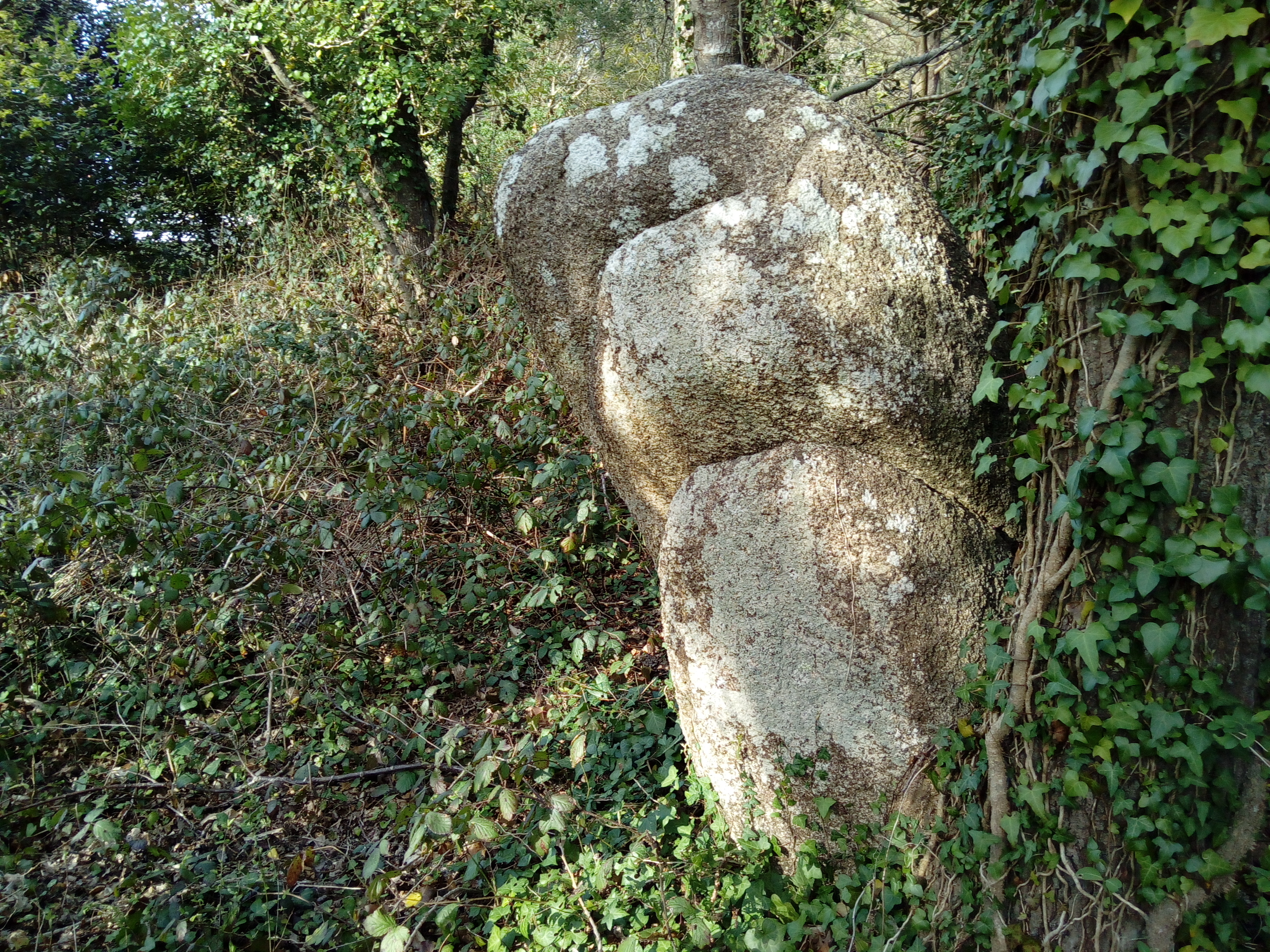
Menhir de Quélarn